# Taraira
Taraira – miasto w Kolumbii, w departamencie Vaupés.